# Iyad ag Ghaly
Iyad ag Ghaly (arabisk: اياد اغ غالي), også kendt som Abū al-Faḍl (arabisk: أبو الفضل er en malisisk tuareg-oprører fra Kidal-regionen i det nordlige Mali.. I 1988 grundlage han Folkebevægelsen for løsrivelse af Azawad.
Han deltog i det første Tuareg-oprør mod den malisiske regering i 1990-95, og har siden 2012 været leder for den militante islamistiske gruppe Ansar Dine.